# Рудари (етническа група)
Рударите (на румънски: rudari) са етническа група, част от циганите. Произлизащи от Румъния, след отмяната на робството там през 1856 година те се разселват на Балканите и в Унгария, Словакия и Северна Америка. Говорят архаичен диалект на румънския, а повечето са традиционно православни, но в Хърватия, Унгария и Войводина има и рудари католици.
Рударите са наричани също с алтернативната транскрипция лудари, с имената байеши, бояши и баняши (от baie, „мина“), коритари, копанари, вретенари, фусари и лингурари (от lingură, лъжица – заради традиционният им поминък в производството на дървени прибори и съдове), мечкари, маймунари и урсари (от urs, „мечка“ – заради мечкарството, с което се занимават част от тях), златари и аурари (от aur, злато), кара̀власи. Понякога са наричани влашки цигани, но това наименование може да се отнася и за съвсем различни цигански групи, говорещи влашки цигански.

## В България
Броят на рударите в България не е точно установен – на преброяването през 2011 година около 7300 души сочат румънски или влашки като свой роден език, като този брой може да включва също власи и румънци. По приблизителни оценки по това време броят на рударите е няколко десетки хиляди души, живеещи главно в села в Северна и Източна България. Обикновено живеят отделени от останалите жители (включително от другите цигани) в обособена махала в селото, най-често в близост до вода и гора, необходими за традиционния им занаят.
В България рударите (или лудари) се самоидентифицират като власи или румънци. Освен чрез обичайната миграция, част от рударите попадат в България и в резултат на румънската политика на колонизиране на Южна Добруджа – след Крайовската спогодба от 1941 година повечето румънски семейства се изселват, но не и циганите.
В миналото групата на рударите включва две подгрупи, обособени по професионален признак – на лингурарите (също вретенари, фусари), произвеждащи различни дървени изделия, и на урсарите (също мечкари, маймунари), дресиращи животни. В наши дни разграничението между подгрупите е изчезнало. Има и няколко обособени регионални подгрупи, които се стремят към вътрешна ендогамия – интрени (в района на река Янтра), монтени/мунтяни (в планинските райони), камчиени (по поречието на Камчия), тракиени/трациени (в Тракия), добруджени (в Добруджа), загоряни (в Старозагорско и Новозагорско).
В миналото рударите водят полуномадски начин на живот – прекарват зимата от октомври до март във временни или наети жилища в по-топлите райони, като изработват дървени инструменти, а през летния сезон пътуват в катуни от по няколко семейства, за да продават стоката си из страната. След установяването на тоталитарния комунистически режим, в периода до 1958 година, те са принудени да се установят за постоянно и да работят в държавните или кооперативни земеделски стопанства, изоставяйки до голяма степен традиционните си занаяти. След падането на режима урсарите донякъде възраждат традиционното мечкарство, но в рамките на няколко години след 2000 година дейността им е прекратена и мечките им са принудително отнети, главно с усилията на неправителствената организация Фондация „Четири лапи“.
Рударите смятат православието за част от своята идентичност и са относително слабо засегнати от разпространението на протестантството от края на XX век, но има и рудари протестанти, най-често петдесятници.